# 山崎信寿
山崎 信寿（やまざき のぶとし、1948年 - ）は、日本の工学者、慶應義塾大学名誉教授、工学博士。人間工学の分野では権威的な学者である。

## 来歴
1948年、東京都生まれ。東京都立城南高等学校卒業（1967年）。慶應義塾大学工学部機械工学科卒業（1971年）。慶應義塾大学大学院工学研究科機械工学専攻修士課程修了（1973年）。慶應義塾大学大学院工学研究科管理工学専攻博士課程修了、工学博士（1976年）。慶應義塾大学理工学部機械工学科教授を経て名誉教授。専門分野は人間工学。娘は活動弁士の山崎バニラ。